# Дюрнау (Біберах)
Дюрнау (нім. Dürnau) — громада в Німеччині, знаходиться в землі Баден-Вюртемберг. Підпорядковується адміністративному округу Тюбінген. Входить до складу району Біберах.
Площа — 7,26 км2. Населення становить 469 ос. (станом на 31 грудня 2020).